# سیارک ۲۶۴۴۱
سیارک ۲۶۴۴۱ (به انگلیسی: 26441 Nanayakkara، نامگذاری:2000AX33)۲۶۴۴۱مین سیارک کشف شده‌است که در ۰۳ ژانویه ۲۰۰۰ کشف شد.